# 宜賓縣
宜賓縣是中国的舊縣名，在今四川省宜宾市。
唐朝时，𨚲䣕縣改名義賓縣。北宋太平兴国元年（977年），避赵光义讳改为宜賓縣。熙宁四年（1071年），省宜賓縣入僰道縣為鎮。政和四年（1114年），改僰道縣為宜賓縣，屬潼川府路敘州，元明清仍舊設置。明清时为敘州府府治。1911年10月，武昌起义爆发。12月5日，宜宾民众成立“大汉川南军政府”。此后，宜宾县直属四川省。
1949年12月11日，西南战役期间，郭汝瑰率部在宜宾城府堂坝集会，宣布国军第72军起义，12日，郭汝瑰以叙泸警备司令名义发出代电，通令辖区34县，倒向中华人民共和国政府，是谓“宜宾和平解放”。13日上午，中国人民解放军第18军52师156团进入宜宾城。17日，陈林率部分干部抵达宜宾，开始接管政权。20日，成立中国人民解放军宜宾军事管制委员会，系统性接管旧政权。1950年1月，宜宾县属宜宾专区。1951年，从宜宾县城区析置宜宾市（县级）。1968年，宜宾专区改为宜宾地区，仍隶之。1996年，设立地级宜宾市，原县级宜宾市改为翠屏区。2018年，撤销宜宾县，设立叙州区。